# Jacinto Roque de Sena Pereira
Jacinto Roque de Sena Pereira (né à Lisbonne en 1784 – mort à Rio de Janeiro, le 28 juin 1850) est un officier de marine portugais qui s'est illustré au service de la monarchie lusitanienne à l’époque du Royaume-Uni du Portugal, du Brésil et de l'Algarve puis de l'empire du Brésil.

## Biographie
Jacinto Roque de Sena Pereira poursuivit une carrière d’officier de marine jusqu’au rang de chef d’escadre de la marine brésilienne. Pendant dix ans, il commanda l’escadre du río Uruguay, à bord de la goélette-amiral l’Oriental. C'est l'époque où se préparait l’invasion portugaise de 1816, qui délogea les troupes républicaines dirigées par José Gervasio Artigas et établit la province Cisplatine.
Il fut fait prisonnier par l'amiral Guillermo Brown lors du combat de Juncal.
Il mourut dans la misère à Rio de Janeiro à l'âge de 66 ans. 